# Alone (下川みくにの曲)
「Alone」（アローン）は、2000年12月6日に発売された下川みくにの5作目のシングル。
販売元はポニーキャニオンであるが、発売元はエニックスとなっている。

## 解説
- 本作より規格が8cmCDから12cmCD（マキシシングル）に移行している。
- 本作はテレビアニメテレビ東京系アニメ『幻想魔伝 最遊記』の後期エンディング主題歌となり、本作からアニメとのタイアップが続いていくこととなる。
- 「君のいない街」は、下川作詞の曲の中では初めてシングルに収録された曲である。なお、この曲は現時点ではアルバムには収録されていない。

## 収録曲
全作曲・編曲：ab:fly 
1. Alone [4:42] 
作詞 - 六ツ見純代
2. 君のいない街 [2:46]
作詞 - 下川みくに
3. Alone（instrumental） [4:42]